# ليلي كينغ (روائية)
ليلي كينغ (بالإنجليزية: Lily King)‏ (1963 في الولايات المتحدة)؛ كاتِبة، أستاذة جامعية وروائية أمريكية.